# Annette Dobson
Pour les articles homonymes, voir Dobson.
Annette Jane Dobson (née en 1945) est une biostatisticienne australienne, professeure de biostatistique au Center for Longitudinal and Life Course Research (CLLR) de la School of Public Health de l'Université du Queensland. Dans son établissement, elle est responsable des programmes d'enseignement et cadre dirigeant au sein du comité de direction. Dobson a été directrice de l'étude longitudinale australienne sur la santé des femmes de 1995 à 2013. Elle est une auteure de publication hautement citée, auteure de plusieurs ouvrages et a reçu un prix Australia Day.

## Formation
Dobson a obtenu le baccalauréat ès sciences à l'Université d'Adélaïde en 1966. Passant à l'Université James-Cook, elle a obtenu une maîtrise en sciences en 1970 et un doctorat en 1974. Elle a été reconnue comme statisticienne accréditée en 1998 par la Statistical Society of Australia et a reçu un certificat d'études supérieures en gestion en 2001 de l'Université de la Nouvelle-Angleterre.

## Sujets de recherches
Ses intérêts de recherche se situent dans les domaines de la biostatistique, de l'épidémiologie, des études longitudinales et des déterminants sociaux de la santé. En biostatistique, elle s'intéresse particulièrement à la modélisation linéaire généralisée, à la biostatistique clinique (en) et aux méthodes statistiques dans les études longitudinales. Les sujets de Dobson en épidémiologie comprennent la lutte antitabac, le diabète, les maladies cardiovasculaires, l'obésité et l'utilisation des services de santé.

## Carrière
Dobson est la directrice fondatrice de l'Australian Longitudinal Study on Women's Health (ALSWH) et directrice du Center for Longitudinal and Life Course Research.
Elle a été la première titulaire de la chaire du BCA Master of Biostatistics (en) à sa création en 2000.

## Prix et distinctions
Dobson a été nommée membre de l'Ordre d'Australie en 2010 pour ses services rendus à la santé publique et à la biostatistique en tant que chercheure et universitaire, notamment par la collecte et l'analyse de données relatives aux maladies cardiovasculaires et à la santé des femmes et des vétérans, qui ont fourni une base pour interventions et politiques de santé publique visant à réduire la charge de morbidité dans la population.
Dobson a remporté la médaille Sidney Sax en 2003, le prix prééminent décerné par la Public Health Association of Australia. Dobson a reçu la médaille Moyal 2012 pour ses contributions aux statistiques et en 2015, elle a été élue membre de l'Académie australienne des sciences de la santé et de la médecine (FAHMS).
Elle est également membre élue de l'Institut international de statistique.

## Publications

### An introduction to GLM
Elle a écrit le livre An introduction to generalized linear models  qui, avec plus de 3 000 citations, est l'un des livres les plus influents et les plus utilisés sur le sujet des modèles linéaires généralisés. Il est largement utilisé à la fois par les chercheurs et les étudiants issus d'un large éventail d'horizons, tels que les mathématiques, les sciences sociales et les affaires, comme le montrent les critiques sur Amazon.

### Publications les plus citées
- Kuulasmaa K, Tunstall-Pedoe H, Dobson A, Fortmann S, Sans S, Tolonen H, Evans A, Ferrario M, Tuomilehto J. « Estimation of contribution of changes in classic risk factors to trends in coronary-event rates across the WHO MONICA Project populations »[18].
- Brown WJ, Bryson L, Byles JE, Dobson AJ, Lee C, Mishra G, Schofield M. « Women's Health Australia : Recruitment for a national longitudinal cohort study »[19].